# Tuta anti-G

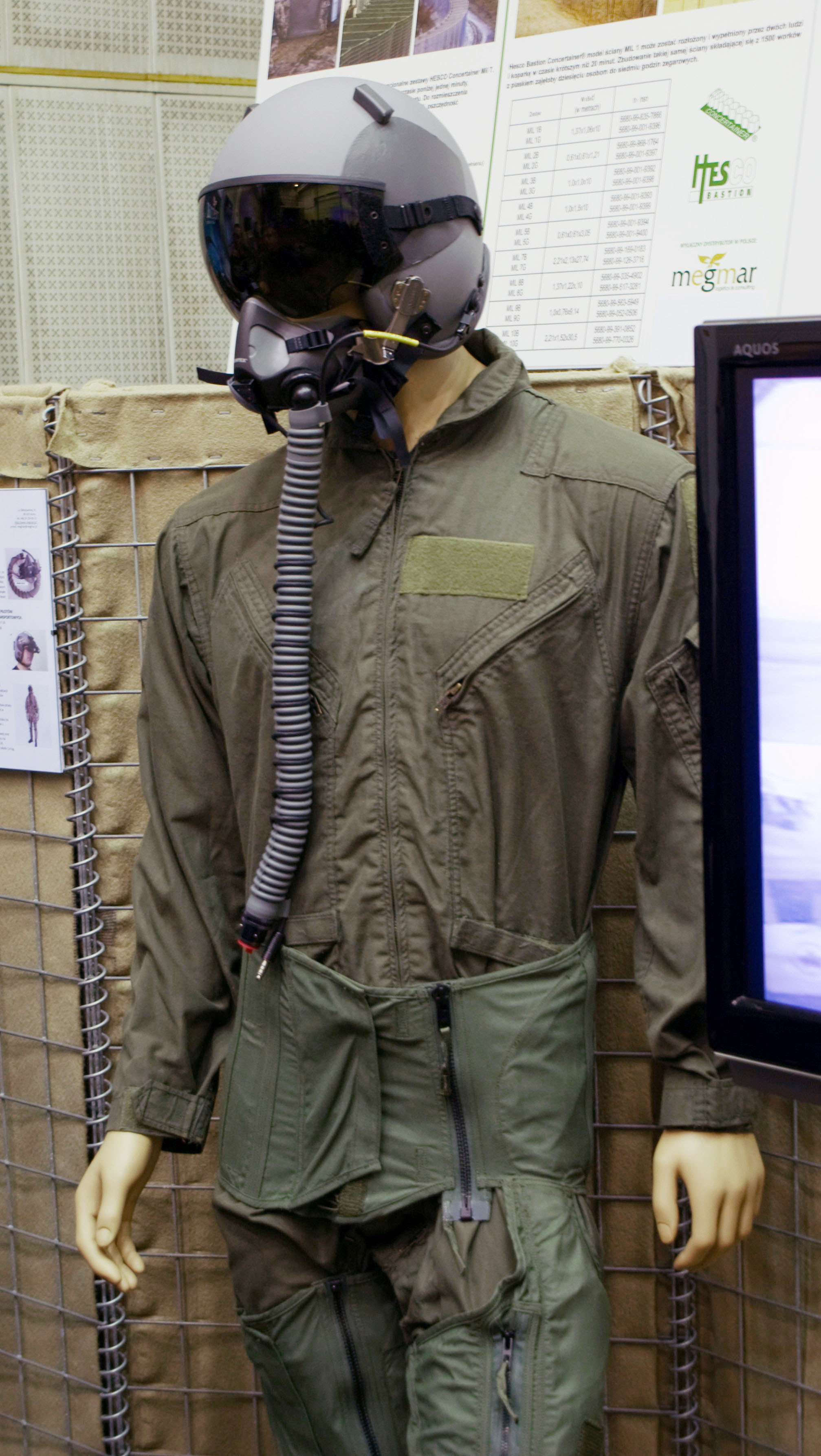
Tuta anti-G modello MSF830

Una tuta anti-G è un indumento indossato da aviatori e astronauti sottoposti ad alti livelli di accelerazione, allo scopo di prevenire la perdita di conoscenza dovuta al fenomeno della cosiddetta visione nera o G-LOC (G-induced Loss Of Consciousness).

## Introduzione
Sono state sviluppate tute anti-G in varie dimensioni e forme, ma tutte le tute attuali e passate utilizzano l'aria compressa per far sì che la tuta eserciti una forza sulla parte bassa del corpo e sulle gambe durante le manovre e le fasi di volo soggette ad alti carichi della forza g. La pressione impedisce al sangue di chi indossa la tuta di venire spinto nelle parti basse del corpo, assicurando così che il cervello non ne venga privato (è tale privazione che causa la visione nera).

## Storia
Già a partire dal 1917 vennero documentati i primi casi di G-LOC nei piloti di aerei. Nel 1931 un professore di fisiologia dell'Università di Sydney descrisse un modo nuovo di determinare il centro di gravità del corpo umano. Ciò rese possibile descrivere lo spostamento di massa all'interno di un corpo sottoposto ad accelerazione.
La prima tuta anti-G venne sviluppata da un gruppo di ricerca guidato da Wilbur R. Franks al Banting and Best Institute dell'Università di Toronto nel 1941. Le tute anti-G vennero impiegate dai piloti della Royal Air Force durante la II guerra mondiale.
Un nuovo modello di tuta anti-G, chiamato Libelle, è stato sviluppato in Svizzera. La tuta è riempita di liquido. Quando il pilota viene sottoposto alla accelerazione G, il liquido viene spinto verso le gambe del pilota dalla stessa accelerazione. Come risultato si ottiene una risposta molto più rapida rispetto alla versione pneumatica. Le prove preliminari mostrano che i piloti che indossano la tuta Libelle possono sopportare facilmente una accelerazione di 10 G, mentre faticano a sopportare una accelerazione di 9 G usando una tuta anti-G tradizionale. 'Libelle' è una parola tedesca che significa libellula, che fu di ispirazione per l'idea.
Gli astronauti indossano tute anti-G simili a quelle degli aviatori, ma affrontano sfide differenti a causa degli effetti della microgravità. Le tute anti-G degli aviatori applicano una pressione uniforme alla parte bassa delle gambe per minimizzare gli effetti delle alte accelerazioni, ma una ricerca dell'Agenzia spaziale canadese indica che potrebbe esserci benefici nell'avere una tuta per astronauti che sfrutta un'"azione mungente" per aumentare il flusso di sangue verso la parte alta del corpo.